# Kaple Saint-Joseph-de-Cluny
Kaple Saint-Joseph-de-Cluny (tj. svatého Josefa z Cluny) je kaple ve 14. obvodu v Paříži, která patří kongregaci Sester svatého Josefa z Cluny.

## Historie
V roce 1849 kongregace získala pozemek mezi ulicemi Rue Méchain, Rue du Faubourg-Saint-Jacques a Boulevard Arago a roku 1855 byla zahájena stavba kaple. Kaple byla dokončena v roce 1860 a 1. května vysvěcena. Do krypty byly uloženy relikvie (srdce) Anne-Marie Javouhey (1779-1851), zakladatelky kongregace Sester svatého Josefa z Cluny.

## Architektura
Kapli v novogotickém slohu postavil architekt Lebreton. Stavba inspirovaná gotickou architekturou 13. století má jednu věž, oltáře jsou v kapli umístěny v apsidě a na koncích transeptu. Interiér je vyzdoben množstvím vitráží.